# Банбери
Банбери (енгл. Bunbury) је град Аустралији у савезној држави Западна Аустралија. Према попису из 2006. у граду је живело 54.482 становника.

## Становништво
Према попису, у граду је 2006. живело 54.482 становника.
| 1991.  | 1996.  | 2001.  | 2006.  |
| ------ | ------ | ------ | ------ |
| 24.003 | 24.945 | 45.299 | 54.482 |

## Партнерски градови
- Ђасинг